# Burton Point
Der Burton Point ist eine Landspitze im Nordosten von Krogh Island im Archipel der Biscoe-Inseln westlich der Antarktischen Halbinsel. Sie bildet die westliche Begrenzung der nördlichen Einfahrt zur Wladigerow-Passage zwischen Krogh Island und der Lavoisier-Insel.
Kartiert wurde sie anhand von Luftaufnahmen der Falkland Islands and Dependencies Aerial Survey Expedition (1956–1957). Das UK Antarctic Place-Names Committee benannte die Landspitze nach dem kanadischen Biophysiker Alan C. Burton (1904–1979), der sich mit dem Einfluss von Kälte auf den menschlichen Organismus beschäftigte.